# Уэнтворт, Генриетта, 6-я баронесса Уэнтворт
Генриетта Уэнтворт, 6-я баронесса Уэнтворт (англ. Henrietta Wentworth, 6th Baroness Wentworth; 11 августа 1660 — 23 апреля 1686) — английская аристократка, носила титул баронессы Уэнтворт (с 1667 года).

## Биография
Генриетта была единственным ребёнком в семье Томаса Уэнтворта, 5-го барона Уэнтворт и его супруги Филадельфии Кэри.
После смерти своего деда в возрасте 6 лет унаследовала его титул как баронесса Уэнтворт. В возрасте 20 лет Генриетта стала любовницей Джеймса Скотта, герцога Монмута, незаконнорожденного сына Карла II от Люси Уолтер.
В 1683 году герцога Монмута обвинили в заговоре с целью убийства Карла II и его брата, в результате Монмут отправился в изгнание в Нидерланды, куда с ним и отправилась Генриетта. Через два года, в 1685 году Монмут поднял восстание с целью захватить престол, но его войско было разбито королевской армией, а сам он попал в плен и был казнён.
После его казни Генриетта вернулась в Англию, где и скончалась 23 апреля 1686 года в возрасте 25 лет. После её смерти титул баронессы и владения перешли к её тёте Анне Лавлейс, ставшей 7-й баронессой Уэнтворт.